# Klemm
A Klemm Leichtflugzeugbau GmbH (Klemm Companhia de Aeronaves Ligeiras), também conhecida por Klemm, foi uma fabricante alemã de aeronaves desportivas durante a década de 30 e 40. A companhia foi fundada em Böblingen em 1926 pelo Dr. Hanns Klemm, que anteriormente havia trabalhado para a Zeppelin e para a Daimler.

## História
Quando trabalhava para a Daimler, Klemm havia desenvolvido alguns esboços de aeronaves ligeiras resistentes e leves, feitas essencialmente de madeira. Estas aeronaves seriam fáceis de fabricas, teriam uma aerodinâmica eficiente e seriam sustentadas por um motor pequeno e pouco potente. O primeiro design de Klemm, o Daimler L 15, foi uma aeronave ligeira que efectuou o seu primeiro voo em 1919 usando um motor Harley-Davidson em vez do motor original planeado.
Kleem posteriormente desenvolveu uma versão melhorada do L 15, mais fácil de construir, designada L 20, e então fundou a sua própria companhia para o produzir. Esta aeronave, da qual seriam produzidas mais de 100 unidades, era sustentada por um motor da Daimler desenvolvido por Ferdinand Porsche.
Em 1928 Friedrich Karl von Koenig-Warthausen fez um voo até Moscovo com um Klemm L 20 e, uma vez lá, decidiu continuar e dar a volta ao mundo, ganhando a Taça Hindenburg, a mais alta condecoração honorifica alemã por grandes feitos aeronáuticos.

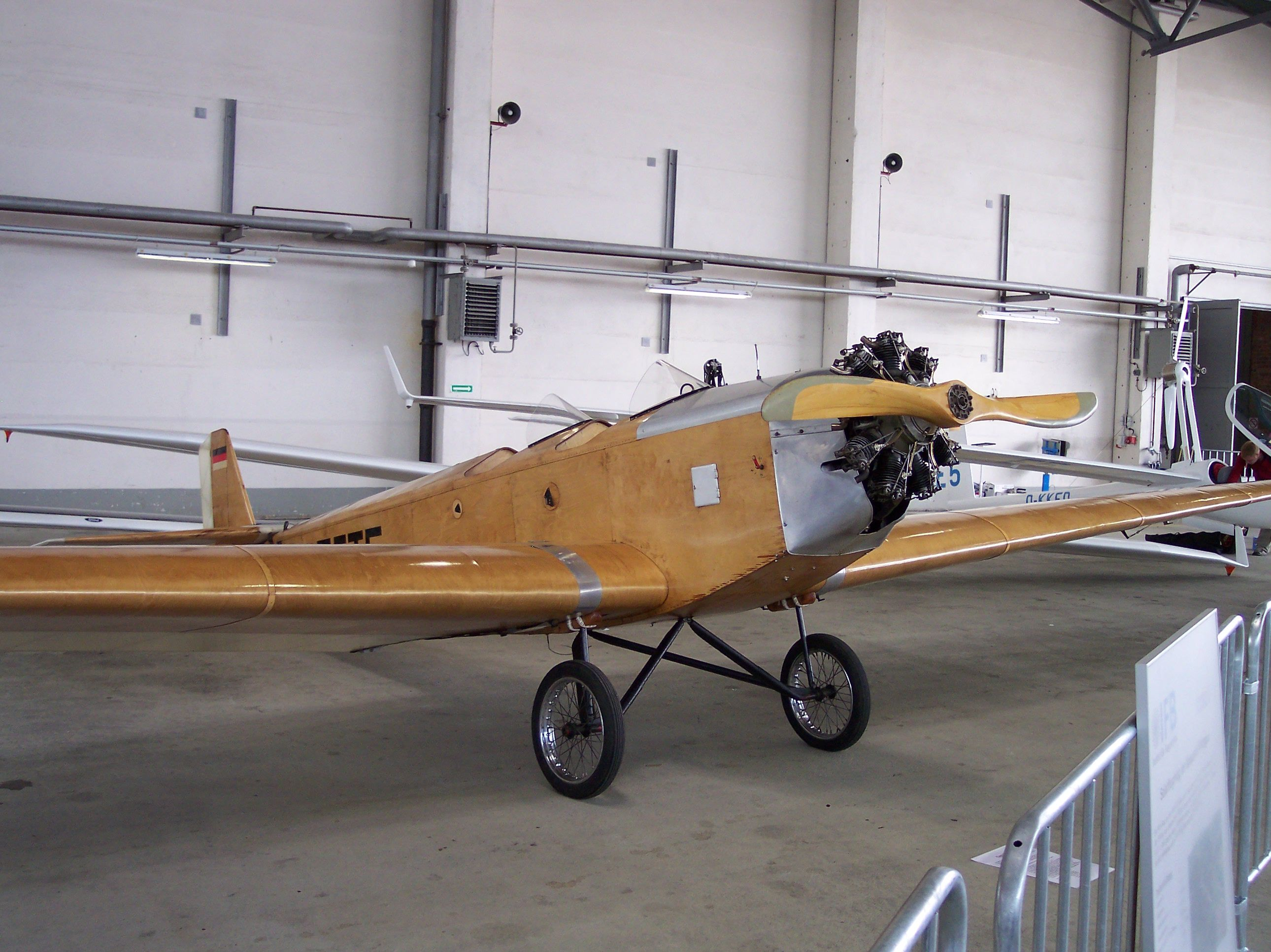
Um exemplar do Klemm L 25.

A partir do L 20 desenvolveu-se o Klemm L 25, mais tarde re-designado Kl 25. Capaz de ser sustentado por quatorze tipos diferentes de motor, mais de 600 exemplares foram vendidos, e licenças para a sua construção foram enviadas para a Grã-Bretanha e os Estados Unidos.
Em Janeiro de 1930 Mohamed Sidki voou de Berlim até ao Cairo, no Egipto, num Klemm L 25. Aterrou no Cairo no dia 26 de Janeiro, tornando-se num herói político por desafiar as autoridades britânicas que havia recusado dar-lhe permissão para aterrar (Sidki tornar-se-ia conhecido como a "Primeira Águia Egípcia"). Sidki escreveu uma carta a Klemm, que havia ajudado a preparar a aeronave para a longa viagem, dizendo "a sua pequena e linda máquina, o L 25a, levou-me através do vento, da neve e da chuva torrencial, sem ter havido dano qualquer em mim, na aeronave e no motor".
Em 1931 Elly Beinhorn tornou-se na segunda mulher a voar da Europa até à Austrália, voando num Klemm Kl 26 equipado com um motor Argus, sendo também agraciada com a Taça Hindenburg.
Klemm sofreu um deslize no seu projecto quando, em 1935, um protótipo do Kl 35 caiu durante um voo de testes em Rechlin. O acidente ficou explicado como tendo sido causado por um defeito de material, mas ficou a duvida se não teria sido por haver demasiado stress nas asas. Klemm continuou o seu trabalho e avançou em frente com o Kl 35, que se tornaria mais um sucesso. Mais de 2000 exemplares seriam construídos entre as linhas de montagem da Klemm e da Fieseler, e mais tarde pela companhia checa Moravan Otrokovice, servindo de aeronave de treino para a recém-nascida Luftwaffe.
Durante a Segunda Guerra Mundial Klemm produziu e desenvolveu uma variedade de aeronaves, como o Klemm Kl 106 e o Kl 107, assim como o Klemm Kl 151 e o Kl 152. Com o final da guerra e o congelamento de toda a produção e economia alemã, a companhia parou.
Re-fundada em 1952, a companhia voltou a produzir aeronaves depois de se ter levantado o bloqueio aliado à produção de aeronaves alemãs.
Por esta altura, Klemm estava já semi-reformado, e a companhia estava a ser gerida pelo seu filho Hanns-Jürgen Klemm. O primeiro modelo desta nova companhia, o Kl 107-A, efectuou o seu primeiro voo em 1956. Em Abril de 1959 Bölkow tomou posse da Klemm e, na altura em que estava a ser produzido o Kl 107-C, cujo nome seria alterado para Bölkow 207, o nome Klemm desapareceria até hoje da lista de fabricantes de aeronaves.